# Deltocephalus alacer
Deltocephalus alacer är en insektsart som beskrevs av Carl Stål 1859. Deltocephalus alacer ingår i släktet Deltocephalus och familjen dvärgstritar. Inga underarter finns listade i Catalogue of Life.